# Christopher Boyadji
Christopher Boyadji (ur. 15 lipca 1990 w Paryżu) – francuski łyżwiarz figurowy reprezentujący Wielką Brytanię, startujący w parach sportowych z Zoe Jones. Uczestnik mistrzostw Europy i świata, medalista zawodów z cyklu Challenger Series oraz 5-krotny mistrz Wielkiej Brytanii (2014, 2016–2019).

## Osiągnięcia

### Pary sportowe

#### Z Zoe Jones (Wielka Brytania)
| Zawody                        | 16–17          | 17–18          | 18–19          | 19–20          | 20–21          | 21–22          |                |                |                |                |                |                |                |                |                |                |                |
| Międzynarodowe                | Międzynarodowe | Międzynarodowe | Międzynarodowe | Międzynarodowe | Międzynarodowe | Międzynarodowe | Międzynarodowe | Międzynarodowe | Międzynarodowe | Międzynarodowe | Międzynarodowe | Międzynarodowe | Międzynarodowe | Międzynarodowe | Międzynarodowe | Międzynarodowe | Międzynarodowe |
| ----------------------------- | -------------- | -------------- | -------------- | -------------- | -------------- | -------------- | -------------- | -------------- | -------------- | -------------- | -------------- | -------------- | -------------- | -------------- | -------------- | -------------- | -------------- |
| Mistrzostwa świata            | 26             | 27             | 17             | C              | 24             | 10             |                |                |                |                |                |                |                |                |                |                |                |
| Mistrzostwa Europy            | 14             |                | 10             | 12             |                |                |                |                |                |                |                |                |                |                |                |                |                |
| GP Internationaux de France   |                | 8              |                |                |                |                |                |                |                |                |                |                |                |                |                |                |                |
| GP Skate America              |                |                |                | 8              |                |                |                |                |                |                |                |                |                |                |                |                |                |
| GP Skate Canada International |                |                |                |                |                | 8              |                |                |                |                |                |                |                |                |                |                |                |
| CS Memoriał Ondreja Nepeli    | 6              |                | WD             |                |                |                |                |                |                |                |                |                |                |                |                |                |                |
| CS Nebelhorn Trophy           |                | 14             |                |                |                | 15             |                |                |                |                |                |                |                |                |                |                |                |
| CS Warsaw Cup                 |                |                |                | 12             |                |                |                |                |                |                |                |                |                |                |                |                |                |
| Bavarian Open                 |                |                | 3              |                |                |                |                |                |                |                |                |                |                |                |                |                |                |
| International Cup of Nice     | 5              | 4              |                |                |                |                |                |                |                |                |                |                |                |                |                |                |                |
| Open Ice Mall Cup             |                |                | 2              |                |                |                |                |                |                |                |                |                |                |                |                |                |                |
| Volvo Open Cup                |                | 1              |                |                |                |                |                |                |                |                |                |                |                |                |                |                |                |
| Krajowe                       |                |                |                |                |                |                |                |                |                |                |                |                |                |                |                |                |                |
| Mistrzostwa Wielkiej Brytanii | 1              | 1              | 1              | 1              | C              |                |                |                |                |                |                |                |                |                |                |                |                |

#### Z Amani Fancy (Wielka Brytania)
| Zawody                        | 13–14          | 14–15          | 15–16          |                |                |                |                |                |                |                |                |                |                |                |                |                |                |
| Międzynarodowe                | Międzynarodowe | Międzynarodowe | Międzynarodowe | Międzynarodowe | Międzynarodowe | Międzynarodowe | Międzynarodowe | Międzynarodowe | Międzynarodowe | Międzynarodowe | Międzynarodowe | Międzynarodowe | Międzynarodowe | Międzynarodowe | Międzynarodowe | Międzynarodowe | Międzynarodowe |
| ----------------------------- | -------------- | -------------- | -------------- | -------------- | -------------- | -------------- | -------------- | -------------- | -------------- | -------------- | -------------- | -------------- | -------------- | -------------- | -------------- | -------------- | -------------- |
| Mistrzostwa świata            | 18             | 16             |                |                |                |                |                |                |                |                |                |                |                |                |                |                |                |
| Mistrzostwa Europy            | 15             | 12             |                |                |                |                |                |                |                |                |                |                |                |                |                |                |                |
| GP NHK Trophy                 |                |                | 8              |                |                |                |                |                |                |                |                |                |                |                |                |                |                |
| CS Nebelhorn Trophy           |                | 8              | WD             |                |                |                |                |                |                |                |                |                |                |                |                |                |                |
| CS Tallinn Trophy             |                |                | 3              |                |                |                |                |                |                |                |                |                |                |                |                |                |                |
| Bavarian Open                 | 4              |                |                |                |                |                |                |                |                |                |                |                |                |                |                |                |                |
| Lombardia Trophy              | 8              |                |                |                |                |                |                |                |                |                |                |                |                |                |                |                |                |
| Warsaw Cup                    | 4              |                |                |                |                |                |                |                |                |                |                |                |                |                |                |                |                |
| Krajowe                       |                |                |                |                |                |                |                |                |                |                |                |                |                |                |                |                |                |
| Mistrzostwa Wielkiej Brytanii | 1              |                | 1              |                |                |                |                |                |                |                |                |                |                |                |                |                |                |

#### Z Camille Mendozą (Francja)

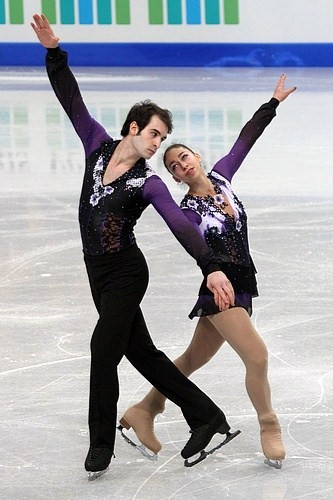
Mendoza i Boyadji na mistrzostwach świata juniorów 2012

| Mistrzostwa świata juniorów | 16  |
| JGP w Estonii               | 10  |
| Bavarian Open               | 1 J |

### Soliści
| Zawody                                | 06–07          | 07–08          | 08–09          |                |                |                |                |                |                |                |                |                |                |                |                |                |                |
| Międzynarodowe                        | Międzynarodowe | Międzynarodowe | Międzynarodowe | Międzynarodowe | Międzynarodowe | Międzynarodowe | Międzynarodowe | Międzynarodowe | Międzynarodowe | Międzynarodowe | Międzynarodowe | Międzynarodowe | Międzynarodowe | Międzynarodowe | Międzynarodowe | Międzynarodowe | Międzynarodowe |
| ------------------------------------- | -------------- | -------------- | -------------- | -------------- | -------------- | -------------- | -------------- | -------------- | -------------- | -------------- | -------------- | -------------- | -------------- | -------------- | -------------- | -------------- | -------------- |
| Zimowa Uniwersjada                    |                |                | 27             |                |                |                |                |                |                |                |                |                |                |                |                |                |                |
| Międzynarodowe: Kategorie młodzieżowe |                |                |                |                |                |                |                |                |                |                |                |                |                |                |                |                |                |
| JGP w Chorwacji                       |                | 5              |                |                |                |                |                |                |                |                |                |                |                |                |                |                |                |
| JGP w Czechach                        |                |                | 6              |                |                |                |                |                |                |                |                |                |                |                |                |                |                |
| JGP we Francji                        | 8              |                | 7              |                |                |                |                |                |                |                |                |                |                |                |                |                |                |
| JGP w Niemczech                       |                | 9              |                |                |                |                |                |                |                |                |                |                |                |                |                |                |                |
| Triglav Cup                           | 1 J            |                |                |                |                |                |                |                |                |                |                |                |                |                |                |                |                |
| Krajowe                               |                |                |                |                |                |                |                |                |                |                |                |                |                |                |                |                |                |
| Mistrzostwa Francji                   | 14             | 8              |                |                |                |                |                |                |                |                |                |                |                |                |                |                |                |